# Col d'Évires
Le col d'Évires est un col de France situé en Haute-Savoie, à la limite du Faucigny et du Genevois, au nord-ouest du massif des Bornes, entre Annecy au sud-ouest et la vallée de l'Arve, notamment La Roche-sur-Foron, au nord-est. À 803 mètres d'altitude, il constitue le point bas d'un seuil séparant le massif des Bornes au sud-est du plateau des Bornes et du Salève au nord-ouest. Axe de transit privilégié, il est franchi par la route départementale 1203, l'autoroute A410 et le chemin de fer de la ligne d'Aix-les-Bains-Le Revard à Annemasse via le tunnel des Bornes. Le col tient son nom du village d'Évires situé au sud-ouest bien qu'il soit situé sur la commune d'Etaux dont le bourg se trouve au nord-est.

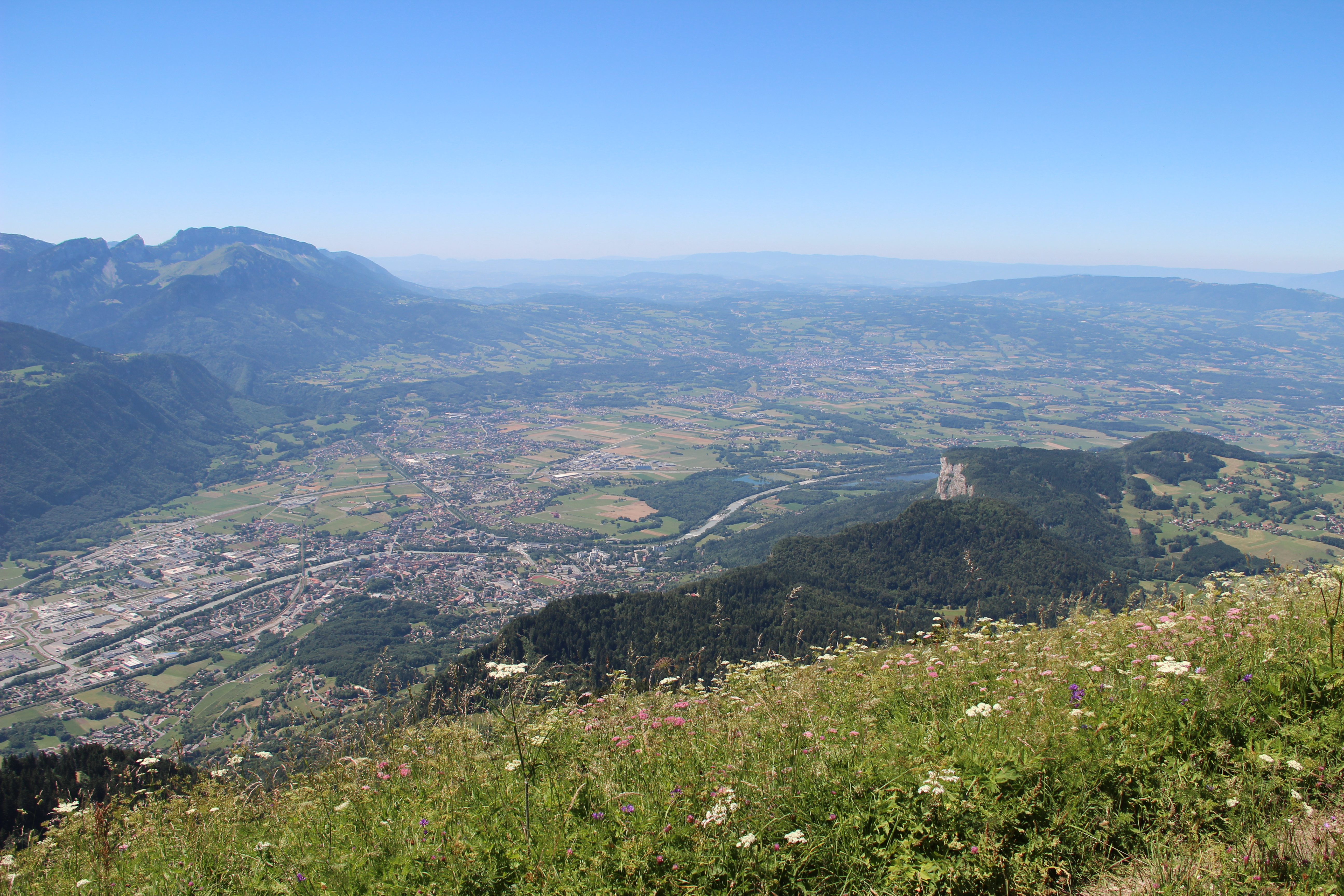
Vue au centre du creux formé par le col d'Évires par-delà la vallée de l'Arve depuis le Môle au nord-est ; à gauche le massif des Bornes, à droite le Salève et le reste du massif du Jura.

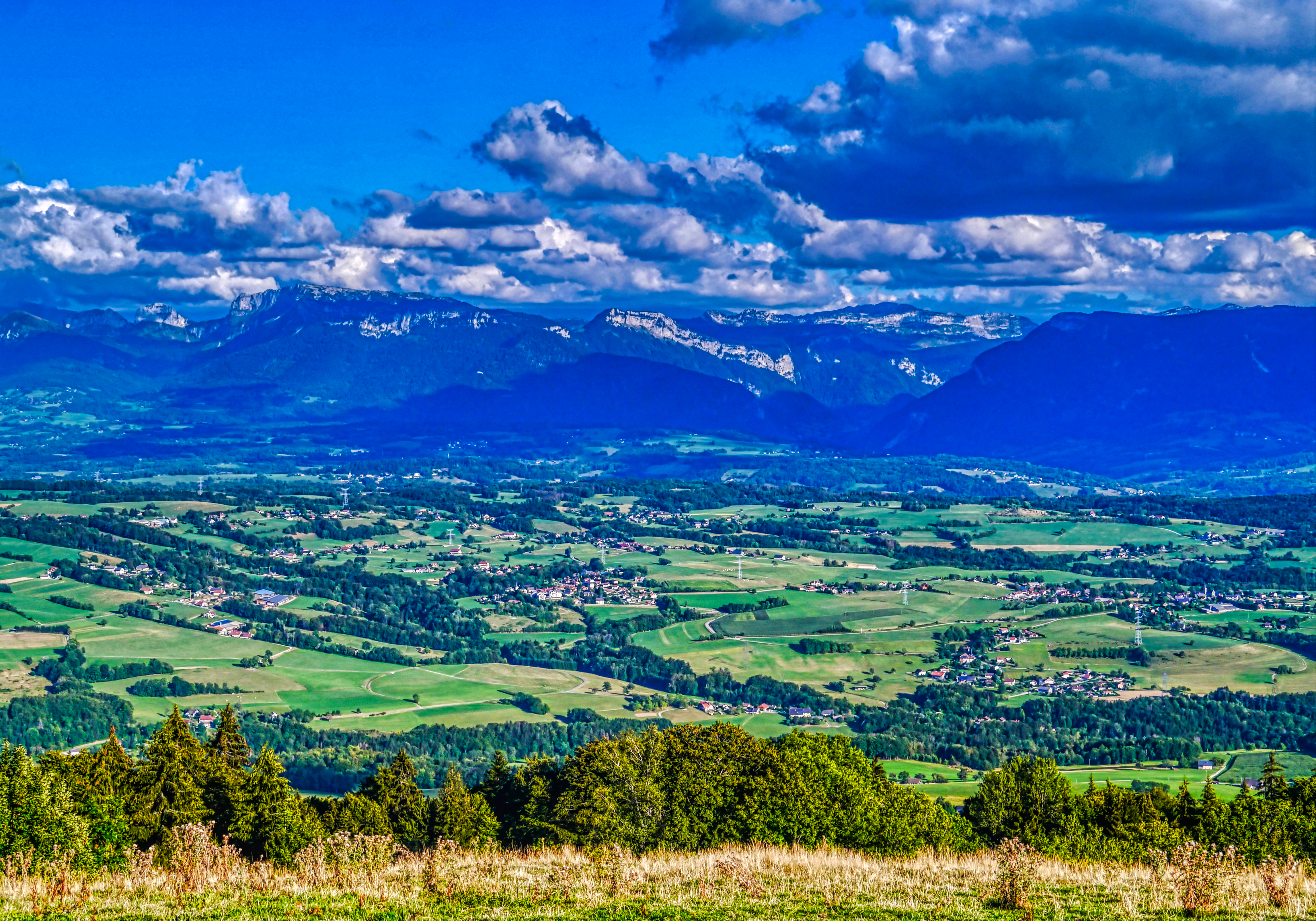
Vue du massif des Bornes depuis le Salève avec le col d'Évires dans le centre gauche.